# Carl Fogarty
Pour les articles homonymes, voir Fogarty.
Carl Fogarty, né le 1er juillet 1965 à Blackburn dans le Lancashire, est un pilote de moto britannique. Il est surnommé "Foggy" ou "King Carl".
S'il n'a jamais vraiment eu la chance de s'illustrer en championnat du monde de vitesse, il a par contre dominé le championnat du monde de Superbike dans la deuxième moitié des années 1990, avec quatre titres de champion du monde (1994, 1995, 1998, 1999) et le premier record de victoires (59).
Il est également champion du monde d'endurance en 1992 chez Kawasaki, où il gagne notamment les 24 Heures Motos, les 24 Heures de Liège moto , le Bol d'Or, les 6h d'Australie et les 6h de Malaisie, aux côtés de Terry Rymer.
Il met un terme à sa carrière en 2000, après un grave accident sur le circuit de Phillip Island. Il se reconvertit en patron d'écurie.
En 2018, le Nord-Irlandais Jonathan Rea dépasse son record historique de 59 victoires qui tenait depuis 1999.

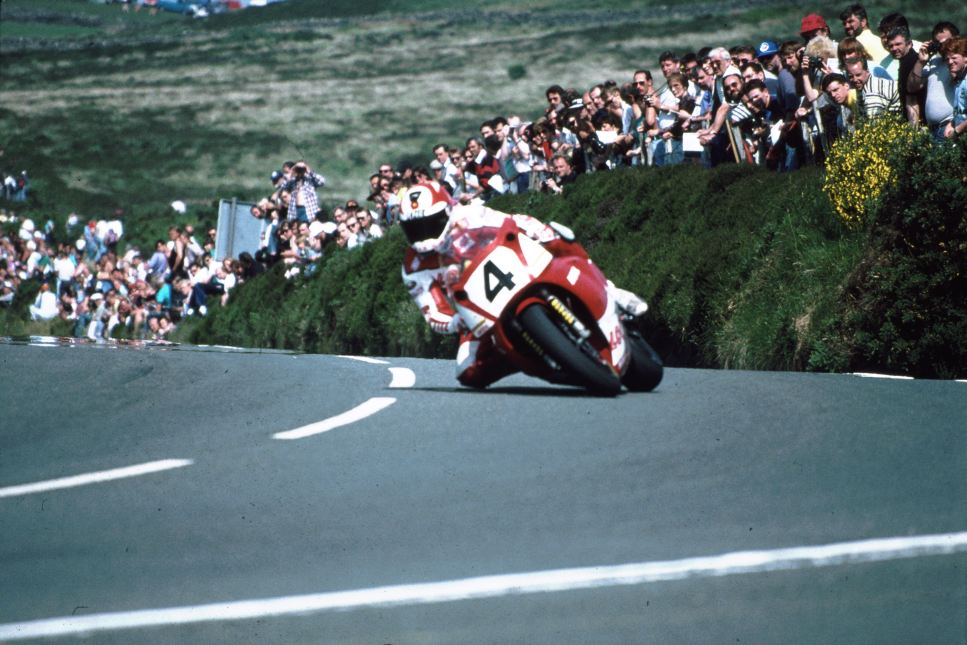
Sur l'angle, au TT 1992

## Palmarès en Superbike
| Courses | Poles positions | Victoires | 2e place | 3e place | Podiums | Titres mondiaux |
| ------- | --------------- | --------- | -------- | -------- | ------- | --------------- |
| 219     | 21              | 59        | 33       | 17       | 109     | 4               |